# آناپولیس (میزوری)
آناپولیس (به انگلیسی: Annapolis) یک شهر در ایالات متحده آمریکا است که در شهرستان آیرون، میزوری واقع شده‌است. آناپولیس ۰٫۹۶ کیلومتر مربع مساحت و ۳۴۵ نفر جمعیت دارد و ۱۹۹ متر بالاتر از سطح دریا قرار دارد.